# 海空陸
海空陸（日语：海空 りく，1987年1月19日—），日本輕小說作家。以獲得第2回GA文庫大賞優秀賞。

## 作品
- 断罪的EXCEED（断罪のイクシード）[2]
- 終極反英雄（アルティメット・アンチヒーロー）[3]
- 落第騎士英雄譚（落第騎士の英雄譚）[4]
- 超人高中生們即使在異世界也能從容生存！（超人高校生たちは異世界でも余裕で生き抜くようです!）[5]
- 我和女友的妹妹接吻了（カノジョの妹とキスをした）
- 超高校級投手在用棒球代替戰爭的異世界拯救弱小國家（野球で戦争する異世界で超高校級エースが弱小国家を救うようです。）

## 外部連結
- 海空陸的X（前Twitter）